# Controverse sur la mort de Władysław Sikorski

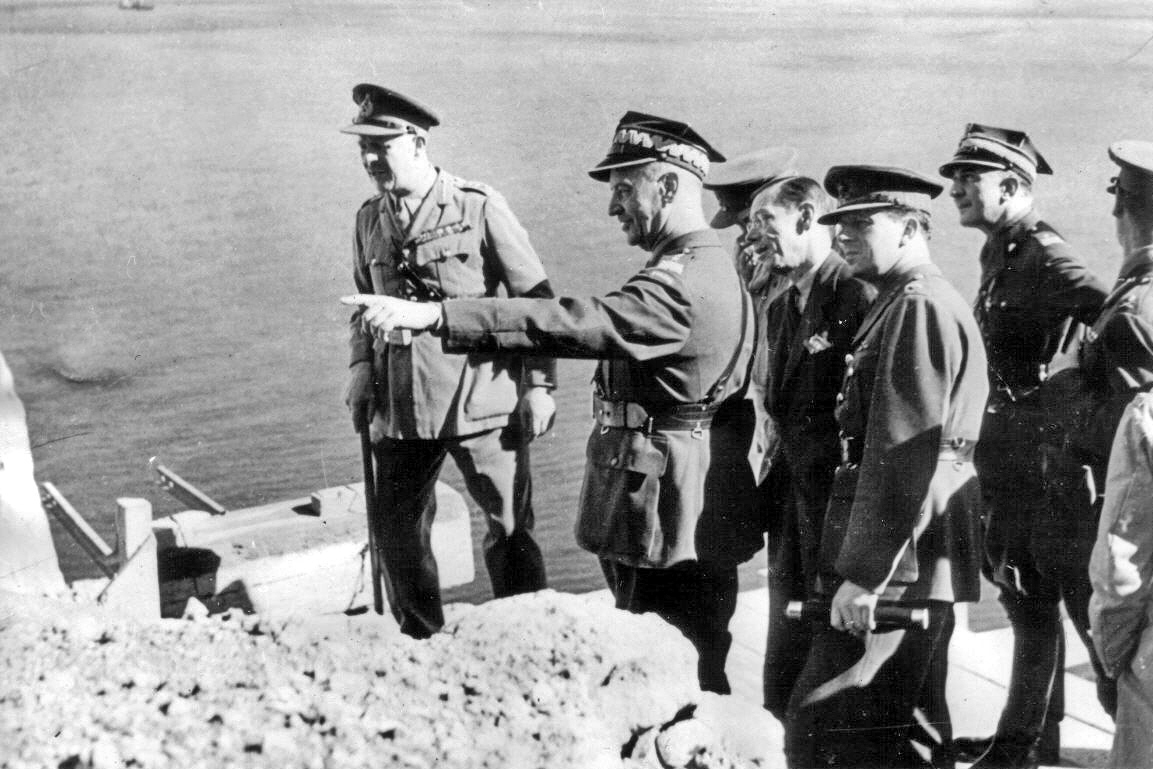
Sikorski au sommet du Rocher de Gibraltar, inspectant les fortifications.

La controverse sur la mort de Władysław Sikorski tourne autour de la mort du commandant en chef de l'armée polonaise et du premier ministre du gouvernement polonais en exil, le général Władysław Sikorski, dans l'accident du B-24 du général Sikorski en 1943 à Gibraltar. Le Liberator II de Sikorski s’écrasa au large de Gibraltar presque immédiatement après le décollage, avec pour seul survivant le pilote de l'avion.
La catastrophe, bien qu’officiellement classée comme un accident, donna lieu à plusieurs théories du complot qui persistent à ce jour. Ces théories affirment souvent que l'accident était en fait un assassinat, dont les responsables étaient soit les Soviétiques, les Britanniques, les Nazis ou même une faction polonaise dissidente. L'incident est encore décrit par certains historiens comme « mystérieux », et depuis 2008, il fait l’objet d’une enquête par l'Institut polonais de la mémoire nationale, encore en cours en juillet 2013.

## Mort de Sikorski

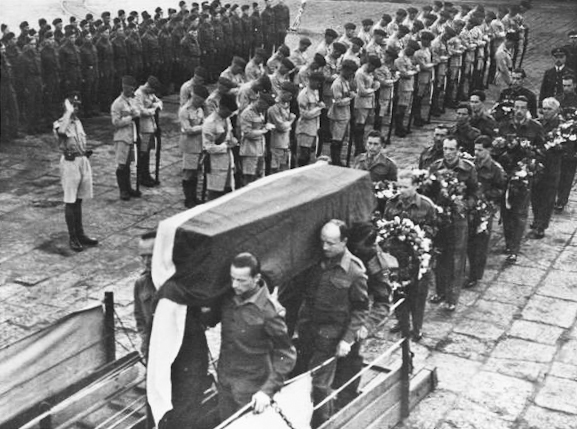
Le corps de Sikorski transporté dans un navire à la base navale de Gibraltar.

En tant que membre du gouvernement polonais en exil, Sikorski s’occupait de questions politiques et entre-autres des relations soviéto-polonaises, qui étaient mauvaises. À cette époque, un conflit entre lui et général Władysław Anders s’intensifiait à ce sujet, car Sikorski restait ouvert à une certaine normalisation, contrairement à Anders, beaucoup plus intransigeant. Toutefois, les deux généraux partageaient le point de vue selon lequel le massacre de Katyń (assassinat de 4 404 prisonniers polonais dans la forêt de Katyne) n'était pas le fait des nazis en 1941 (comme l'affirmait l'URSS) mais des Soviétiques en 1940, et Sikorski exigeait l'envoi d'experts de la Croix-Rouge sur place.
En réaction à cette demande polonaise, Joseph Staline venait de rompre le 26 avril 1943 ses relations diplomatiques avec le gouvernement polonais en exil, dispute qui, en pleine guerre, n'arrangeait pas du tout le gouvernement britannique, d'autant que la propagande nazie exploita intensément cette polémique. À la fin de mai 1943, Sikorski alla inspecter les forces polonaises stationnées au Moyen-Orient. De là, il revint vers Gibraltar d'où il devait repartir pour Londres.
Dans ce contexte délétère, sa mort le 4 juillet 1943 a pu apparaître comme une tentative de le faire taire lorsque son avion, un Consolidated Liberator II, numéro de série AL523, s’écrasa en mer 16 secondes après son décollage de l'aéroport de Gibraltar à 23h07. Dans cet accident, Sikorski périt avec sa fille, son chef d'état-major, Tadeusz Klimecki et sept autres personnes,.

## Enquêtes et controverses

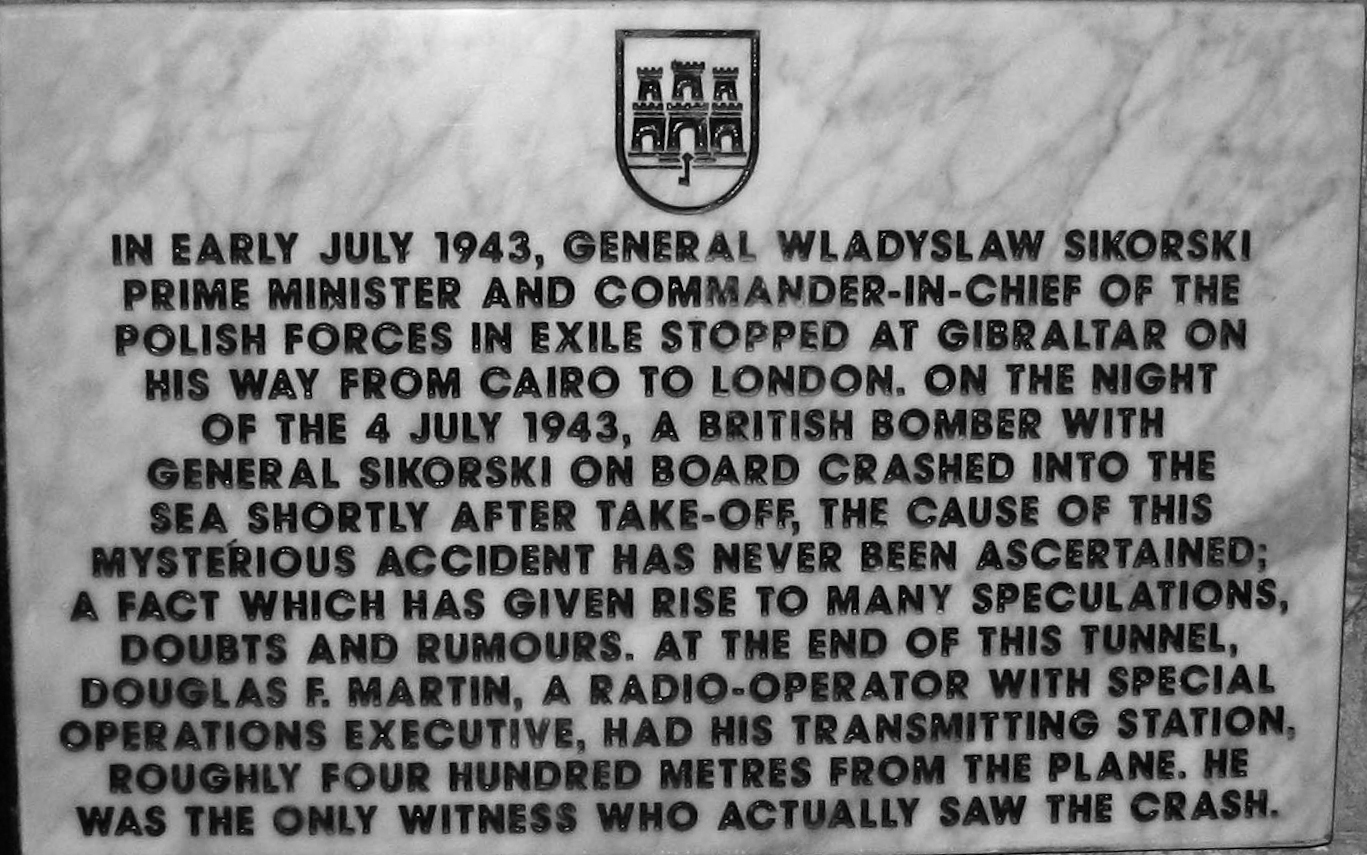
Plaque commémorative dédiée à Sikorski se trouvant à l’extrémité des tunnels du Grand Siège à Gibraltar. La plaque indique que « la cause de ce mystérieux accident n'a jamais été établie, un fait qui donna lieu à beaucoup de spéculations, de doutes et de rumeurs ».

Une cour d'enquête britannique convoquée le 7 juillet de cette année enquêta sur l'accident du Liberator II de Sikorski, mais fut incapable d’en déterminer la cause, estimant seulement que c’était un accident « dû au blocage des gouvernes de profondeur", notant que « il n'avait pas été possible de déterminer comment le blocage s’était produit, mais il a été établi qu'il n'y avait pas de sabotage ». Le gouvernement polonais refusa d'approuver le rapport, en raison de la contradiction entre le fait que la cause n’ait pas été déterminée, mais que le sabotage était exclu, et poursuivit sa propre enquête, ce qui suggéra que la cause de l'accident ne pouvait être facilement déterminée,.
Le contexte politique de l'événement, couplé à une multitude de circonstances, donna immédiatement lieu à de nombreuses spéculations sur le fait que la mort de Sikorski n’était pas un accident, et pouvait avoir été le résultat direct d'une conspiration allemande, soviétique, britannique, ou même polonaise,,,,,. En l'absence de preuves suffisantes pour étayer cette allégation, les spéculations sont nourries par le fait que 77 ans après les faits (en 2020) certains documents britanniques et espagnols sont toujours classés secrets, entravant l'enquête, comme le déplore l'historien Andrzej Chwalba.
Dès les premières suspicions d’une mort de Sikorski consécutive à une conspiration soviéto-britannique, la propagande nazie s’en empara et diffusa largement cette thèse. Comme l’accident n’est toujours pas entièrement expliqué et qu’une partie des archives de l’enquête britannique est classée secret militaire jusqu’en 2050 alors qu’en théorie tout aurait dû être déclassé en 2013, les suspicions demeurent,. Jerzy Jan Lerski dans son Dictionnaire historique de la Pologne (Historical Dictionary of Poland de 1996), à l’entrée « Gibraltar, Catastrophe de », nota qu’« il y a plusieurs théories expliquant l’événement, mais le mystère n’a jamais été totalement résolu ». La conclusion de l’enquête reste cependant la seule version officielle : dans le Dictionnaire biographique polonais en 1997, Roman Wapiński écrit dans son entrée biographique sur Sikorski qu’« aucune preuve concluante d’acte répréhensible n’ayant été trouvée, la mort de Sikorski fut officiellement classée comme un accident ». S’appuyant sur un argument similaire à celui de l’historien Marian Kukiel, l’historien polonais Andrzej Garlicki déclara en 2009 que les interrogations concernant l’accident et les hypothèses qu’elles suscitent sont des « fictions irresponsables ».
En 2008, l’Institut polonais de la mémoire nationale (IPN) commença une enquête officielle sur l'incident. Sikorski fut exhumé et sa dépouille fut examinée par des scientifiques polonais, qui en 2009 conclurent qu’il était mort à cause de blessures correspondant à un accident d’avion, et qu’il n’y avait aucune preuve que Sikorski avait été assassiné, ce qui excluait les théories selon lesquelles il aurait été abattu ou étranglé avant l'accident ; mais, l’absence de preuve ne valant pas preuve d’absence, cela n’excluait pas la possibilité d’un sabotage, possibilité encore étudiée par l’Institut de la mémoire nationale,,,. L'enquête était encore en cours en juillet 2013. L’un des historiens de l’IPN, Maciej Korkuć, déclara que « de nombreux faits suggèrent un assassinat ».

## Autres explications et suspicions du complot
Depuis le jour de l'accident, il fut difficile de déterminer qui était monté à bord de l'avion et sur le manifeste de la cargaison exacte, tout ceci conduisant à une incertitude quant à l'identité des corps retrouvés sur le site de l'accident; certains corps, dont celui de la fille de Sikorski, Zofia, ne furent jamais retrouvés. Comme plusieurs corps ne furent jamais retrouvés et que les corps de plusieurs membres de l'entourage de Sikorski ne furent jamais positivement identifiés, certains théoriciens de la conspiration tels le journaliste et historien amateur Dariusz Baliszewski postulèrent que certains pouvaient avoir été assassinés au sol tandis que pour d'autres ils auraient été enlevés et conduits en Union soviétique,.
Baliszewski et Tadeusz Kisielewski sont parmi ceux qui soulignent la possibilité que les Soviétiques avaient eu à Gibraltar,. En effet, à peu près au même moment où l'avion de Sikorski était laissé sans surveillance sur l'aérodrome de Gibraltar, un avion soviétique était garé à proximité. Il transportait l’ambassadeur soviétique Ivan Maisky, confirmant officiellement que les Soviétiques étaient présents sur le site de l'accident,,,. De plus le chef du contre-espionnage britannique du SIS pour la péninsule Ibérique de 1941 à 1944 était Kim Philby, agent double soviétique qui fit défection en 1963 et qui affirma plus tard avoir été un agent double depuis les années 1940. Avant 1941, Philby avait servi comme instructeur avec le Special Operations Executive, une organisation spécialisée dans le sabotage derrière les lignes ennemies,,.
Parmi les rumeurs de victimes d'enlèvement, un nom revient souvent sur le devant de la scène, celui de la fille de Sikorski, Zofia Leśniowska, qui fut signalée en 1945 avoir été vue dans un goulag soviétique par un membre des commandos d'élite polonais (Cichociemni), Tadeusz Kobyliński. Kobyliński tenta en 1945 ou 1946 de rassembler des membres de l’Armia Krajowa en vue d’une mission pour sauver Zofia Leśniowska.
Une autre controverse entoure le seul survivant du vol : l’officier tchèque Eduard Prchal. Prchal, comme beaucoup de pilotes qui ne souhaitaient pas tenter le sort, était connu pour ne jamais porter son gilet de sauvetage. Mais lors de cet accident, lorsqu'il fut secouru en mer, il en portait un. Durant l'enquête, il le nia, et plus tard, mit son incohérence sur le compte du choc post-accident qui affectait ses actions et sa mémoire (amnésie). [24] Plus tard, il expliqua qu'il avait dû avoir instinctivement mis le gilet quand il s’était rendu compte que l'avion était en difficulté. L’expert polonais de l'aviation Jerzy Maryniak fit une simulation de l'accident, à la suite de laquelle il conclut que l’avion devait avoir été sous contrôle jusqu'au moment même de l'écrasement. Kisielewski soutint que l'avion était probablement sous le contrôle du second pilote, qui est mort dans l'accident.
D'autres théories du complot indiquent que les Britanniques, l’Abwehr, l’agence de renseignement allemande, ou les Polonais eux-mêmes, dont certains (en particulier certains sous le commandement du général Anders) avaient montré de l’animosité envers Sikorski pour, selon leur point de vue, sa politique de « collusion » avec le Joseph Staline, qui avait atteint de nouveaux sommets en avril 1943 lors de la découverte par les Allemands de charniers remplis de milliers de prisonniers de guerre polonais assassinés, en 1940, par les Soviétiques dans la forêt de Katyn. Plus particulièrement, en 1967, le très controversé écrivain britannique David Irving publia un livre consacré à cet incident, et suggéra une complicité britannique dans l'incident. En même temps, il semble peu probable, du point de vue de certains, que les Nazis, adversaires de Sikorski, et qui avait des agents secrets de l'Abwehr le long de la frontière en Espagne neutre, auraient voulu assassiner Sikorski, car il valait pour eux plus vivant que mort.
Dans son livre Disasters in the Air (catastrophes aériennes) , un ancien pilote de la KLM et un temps président de l'IFALPA, Jan Bartelski, d'origine polonaise, suggéra que l'accident du Libérator qui transportait le général Sikorski avait été causé par un sac de courrier à moitié plein coincé entre le stabilisateur horizontal et la gouverne de profondeur, paralysant les gouvernes et empêchant le lieutenant Prchal de prendre de l'altitude après le décollage. Le sac de courrier était dans la soute et aurait été soufflé hors de l'appareil par la trappe latérale (les  Libérator étaient normalement configurés avec une porte latérale pour la mitrailleuse) par un puissant flux d'air le soufflant vers la trappe du train avant.

## Dans les autres médias
L'écrasement du Libérator de Sikorski est dépeint dans le film de 1958, L'Ennemi silencieux, dans lequel une équipe de plongeurs de la marine royale britannique, dirigée par Lionel "Buster" Crabb, est chargée de récupérer la mallette de Sikorski dans l'avion détruit. Lionel "Buster" Crabb, lui-même disparaîtra plus tard, en 1956, dans des circonstances mystérieuses pendant la plongée dans le voisinage d’un navire de guerre soviétique.
En 1968, la pièce, Soldaten. Nekrolog auf Genf (Soldats, une nécrologie pour Genève) par l'écrivain allemand Rolf Hochhuth fait ses débuts à Londres. Le jeu partiellement appuyé sur le travail de David Irving contenait l'allégation sensationnelle que Winston Churchill avait fait partie du complot,. Dans la pièce de Hochhuth, Sikorski et les autres passagers sont assassinés à la hache par des commandos britanniques.
En 1976, Alain Decaux aborde le sujet de la mort du général Sikorski dans l'émission Alain Decaux raconte diffusée sur Antenne 2.
En 2009, un film polonais, Generał. Zamach na Gibraltarze (en) fut tourné, en se concentrant sur un complot visant à assassiner Sikorski.